# Anticipazione bancaria
L'anticipazione bancaria, o credito lombard, è il contratto bancario con il quale una banca corrisponde al cliente (detto “sovvenuto”) una somma in denaro, o gli costituisce una disponibilità in conto corrente.

## Storia
L'istituto sorse ad opera dei cambiatori italiani che operavano sui mercati fiamminghi, francesi o inglesi, che erano i grandi mercati del commercio laniero; dapprima come operazione connessa ai cambi, e poi come anticipazioni del pegno di merci, per poi passare anche a veri e propri titoli di credito di cui negli stessi anni, si diffuse l'uso. Di lì, le denominazioni in lingue straniere del tipo lombard credit, crédit lombard e simili, con chiaro riferimento agli operatori italiani.
Il termine deriva da Lombard, con cui venivano designati i mercatores che, non solo dalla attuale Lombardia ma in genere da diverse regioni settentrionali italiane, commerciavano merci, ma soprattutto si dedicavano ad attività finanziarie nelle Fiandre, nella Francia del nord ed in Inghilterra; avevano introdotto anche moderne forme finanziarie come la cambiale e la correlativa anticipazione di contante contro titoli di credito. A Londra, tuttora, la via dove avevano sede tali banchieri prende nome di Lombard street e in vari paesi si designa tuttora lombard l'operazione di anticipazione su titoli di credito e tasso lombard il relativo tasso applicato.
Il maggior rendimento del tasso lombard rispetto alla remunerazione dei depositi ha fatto nascere un mercato secondario molto attivo. Uno dei testi più famosi sull'argomento risale alla fine dell'800.
La rigida regolamentazione fu dovuta anche al fatto che in epoche in cui la Chiesa considerava un grave peccato l'usura: l'anticipazione bancaria divenne un modo per sfuggire alle censure ecclesiastiche.

### I legami con il pegno su merci
Un antecedente storico dell'anticipazione bancaria sta nel credito su pegni, da cui si distingue essenzialmente perché esercitato su titoli di credito e non su beni materiali. Tuttavia, tanto storicamente, quanto nella prassi corrente e nell'evoluzione dell'istituto, la differenza non è così netta. Già dall'antichità sono esistiti Magazzini Generali che rilasciavano note di deposito o fedi di credito, che erano titoli rappresentativi di un bene materiale (lana, grano, cotone, etc.). Le correlative operazioni bancarie di anticipazione si avvicinano molto all'istituto del pegno.

## L'anticipazione bancaria in Italia
Oggi è un contratto tipico normato nel codice civile. Prima della tipizzazione, era un contratto atipico. 
In Italia è regolata dagli articoli 1846-1851 c.c. del codice del 1942, che costituiscono la sezione IV del capo XVII (Contratti bancari) del libro IV delle obbligazioni, nonché dalle Condizioni bancarie uniformi:
- 5.3 Le condizioni bancarie per l'anticipazione in c/c garantita da titoli
- 5.4 Le condizioni bancarie per l'anticipazione su pegno di merce e/o su documenti rappresentativi della merce

### Le anticipazioni su cambiali agrarie in Italia
Un istituto italiano che anch'esso partecipa della doppia natura è, nell'ambito del credito agrario, la "cambiale agraria". Non solo è caratterizzata da un onere fiscale particolarmente lieve (l'uno per mille anziché il dodici per mille), ma ha anche la caratteristica di assicurare un privilegio sulle merci, del tutto paragonabile ad un pegno.

### Evoluzione dell'istituto: il credito rotativo
In Italia un contributo all'evoluzione dell'istituto è stato portato da Enrico Gabrielli. La sua opera più famosa è Il pegno “anomalo”, Padova, 1990 (poi seguito da; Sulle garanzie rotative, Napoli, 1998, e da Il pegno, in Trattato di diritto civile, dir. da Sacco, Torino, 2005). Nel testo Il pegno "anomalo" si definisce la figura del “pegno rotativo”, che si è affermata ed è stata accolta dalla giurisprudenza nelle sentenze della Corte suprema di cassazione, e che il legislatore ha usato nelle più recenti leggi sia italiane, sia comunitarie in materia di garanzie del credito e di garanzie finanziarie (come nella direttiva europea sullo stesso argomento).
Il cosiddetto pegno rotativo o pegno fluttuante è quel contratto costitutivo di garanzia reale con cui un soggetto, al fine di ottenere un'anticipazione bancaria o di costituirsi una garanzia per i propri debiti futuri, offre come oggetto di pegno una somma di denaro (non di rado depositata su un libretto di risparmio) oppure merci o titoli non individuati.
Se l'anticipazione non viene rimborsata, la banca incamera definitivamente l'oggetto del pegno (di cui è già proprietaria con facoltà di disporne), ovvero diversamente restituisce al debitore pignoratizio il bene.
La caratteristica del pegno rotativo consiste nella clausola di rotatività, con la quale le parti convengono sulla possibilità di sostituire il bene originariamente costituito in garanzia, senza che tale sostituzione comporti novazione del rapporto di garanzia, e sempre che il bene offerto in sostituzione abbia identico valore.
La giurisprudenza è oscillante: talora nega validità ed efficacia al pegno rotativo, più di recente è orientata per l'ammissibilità.
- La tesi negativa parte dalla questione se il vincolo di pegno originario possa trasferirsi su un diverso oggetto e se occorra ripetere le formalità di costituzione del pegno (ad es. su titoli che scadono).

Le norme bancarie uniformi prevedono il trasferimento del pegno originario sui nuovi titoli: la banca può riscuotere ad esempio i Buoni Ordinari del Tesoro che scadono nel corso dell'apertura di credito e reimpiegare gli importi riscossi per l'acquisto di nuovi B.O.T. di durata uguale a quelli scaduti, che vanno a sostituire l'oggetto del pegno (essendo fungibili perché non individuati).
Diversa è la situazione nel pegno regolare, dove il formalismo comporta - a tutela dei creditori concorrenti del garantito - necessariamente un'ulteriore scrittura costitutiva di garanzia, ponendo il dubbio se (ai fini dell'azione revocatoria fallimentare il pegno sui nuovi titoli sia un pegno nuovo.
- La tesi positiva risale a una sentenza della Corte di cassazione del 1998, che muove dalla considerazione che la cosa data in pegno ha un suo valore, sicché è valido il patto di rotatività a condizione che:
  - il negozio costitutivo di garanzia abbia data certa;
  - contenga l'indicazione della cosa data in pegno;
  - il valore del bene sostituito nel pegno abbia identico valore di quello originario.

In giurisprudenza, la tesi positiva è stata seguita dai giudici di merito, con riferimento al patto di rotatività tra cambiali scadute e cambiali rinnovate. Il ragionamento seguito fa leva sull'esistenza, nel nostro ordinamento, di altre forme di sostituzione della cosa come oggetto di pegno.
Il meccanismo di cui all'art. 2742 del Codice civile consente la surrogazione di un'indennità alla cosa oggetto di pegno (deteriorata o perita durante il vigore della garanzia). C'è poi l'art. 2803 del Codice civile che prevede il trasferimento della garanzia dal titolo al ricavato (quando il titolo è scaduto). È lo stesso contesto normativo che offre quindi altri spunti a favore della tesi positiva: il pegno rotativo è quindi ritenuto valido, e comporta l'efficacia della sostituzione nel tempo dell'oggetto della garanzia, senza che ciò implichi la rinnovazione delle formalità di costituzione.
Il pegno rotativo o fluttuante trova oggi espresso riconoscimento legislativo nell'art. 34, comma 2, del Decreto legislativo n. 213/1998, laddove è consentita l'accensione di specifici conti destinati alla costituzione di vincoli sugli strumenti finanziari (tali sono, a norma dell'art. 1 del Decreto legislativo n. 213/1998, anche i titoli pubblici), disposizione che supera tutte le perplessità dottrinali sulla possibilità di costituire pegni irregolari, anche con patto di rotatività, sui titoli dematerializzati.